# Chasmocarcininae
Chasmocarcininae is een onderfamilie van kreeftachtigen uit de klasse van de Malacostraca (hogere kreeftachtigen).

## Geslachten
- Camatopsis Alcock & Anderson, 1899
- Chasmocarcinops Alcock, 1900
- Chasmocarcinus Rathbun, 1898
- Hephthopelta Alcock, 1899
- Microtopsis Komai, Ng & Yamada, 2012

### Uitgestorven
- Collinsius  †  Karasawa, 1993
- Falconoplax  †  Van Straelen, 1933
- Gillcarcinus  †  Collins & Morris, 1978
- Mioplax  †  Bittner, 1884
- Orthakrolophos  †  Schweitzer & Feldmann, 2001a